# Zabikhillo Urinboev
Zabikhillo Urinboev (30 de març de 1995) és un futbolista uzbek.

## Selecció de l'Uzbekistan
Va debutar amb la selecció de l'Uzbekistan el 2018. Va disputar 2 partits amb la selecció de l'Uzbekistan.

## Estadístiques
| Selecció de l'Uzbekistan | Selecció de l'Uzbekistan | Selecció de l'Uzbekistan |
| Anys                     | Partits                  | Gols                     |
| ------------------------ | ------------------------ | ------------------------ |
| 2018                     | 2                        | 0                        |
| Total                    | 2                        | 0                        |